# Augustin Simon Irailh
Augustin Simon Irailh, né au Puy-en-Velay le 16 juin 1717 et mort à Saint-Vincent-du-Pendit en 1794, est un homme d'Église et historien français.

## Biographie
Il est chanoine de Monistrol dans la Haute-Loire, puis curé de Saint-Vincent-du-Pendit dans le Lot. Il se fait connaître pour ses Querelles littéraires, parues en 1761, et il est aussi l'auteur d'une Histoire de la réunion de la Bretagne à la France, parue en 1764.
Les Querelles littéraires contiennent surtout des anecdotes, parfois savoureuses et souvent apocryphes, à propos des disputes en tout genre qui agitent le monde des lettrés. Irailh en distingue trois sortes : querelles entre auteurs, querelles sur les grands sujets et querelles entre institutions ou entre une institution et un auteur. Parmi ces grands sujets se trouve par exemple une défense du genre romanesque (voir l'analyse dans l'article Réflexions sur le roman au XVIIIe siècle). C'est dans la troisième catégorie que l'on trouve la toute première mention de la célèbre anecdote du procès de Galilée où il déclare à propos de la Terre : « Eppur si muove » (« Et pourtant elle tourne »). 
Gustave Vapereau note qu'il s'agit d'un « ouvrage intéressant et bien écrit qu’on attribua à Raynal, puis à Voltaire ». Moins enthousiaste, le baron Grimm écrit : « Cela se lit avec assez de plaisir, écrit  si l'on en peut prendre à ce qui dégrade les lettres et l'esprit humain d'une manière humiliante. C'est envisager la nature humaine du vilain côté, malheureusement aussi vrai et peut-être plus commun que le beau. »

## Publications
- Querelles littéraires, ou Mémoires pour servir à l’histoire des révolutions de la République des Lettres, depuis Homère jusqu’à nos jours, 4 tomes en 2 volumes, 1761. Réédition : Slatkine Reprints, Genève, 1967. Texte en ligne 1 2 3 4. Extrait en ligne :   « Les Encyclopédistes et les Anti-Encyclopédistes ».
- Histoire de la réunion de la Bretagne à la France, où l'on trouve des anecdotes sur la princesse Anne, fille de François II, 2 volumes, 1764. Réédition : Morvran, Huelgoat, 1976.